# Membrana artificiale

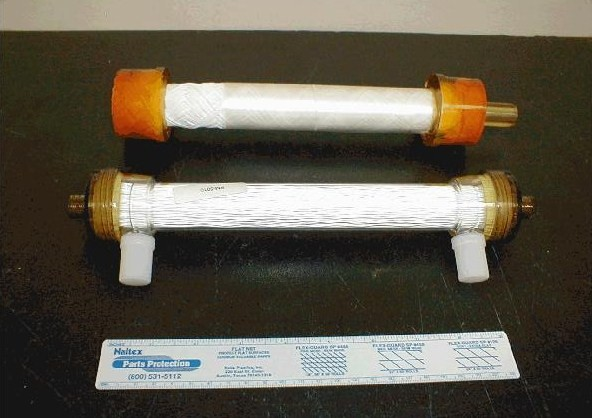
Moduli a membrana del tipo "hollow fiber".

Una membrana artificiale, anche chiamata membrana sintetica, è una membrana preparata per la separazione di elementi in laboratorio e nell'industria. La sua parte attiva, che permette il trasporto selettivo del materiale, consiste solitamente di polimeri (ad esempio polisulfone, polietersulfone, acetato di cellulosa, poliammide, o poliacrilonitrile) o materiale inorganico (ad esempio allumina, vetro borosilicato, o acciaio al zirconio). Una membrana potrebbe contenere parti ausiliarie per il supporto meccanico, il drenaggio, rattoppo, ecc.
Rispetto alla comune filtrazione, la filtrazione a membrana permette di trattenere particelle di dimensioni molto minori (ad esempio batteri, molecole, e ioni).

## Preparazione delle membrane

Spaccato di un modulo a membrana del tipo "spiral flow".

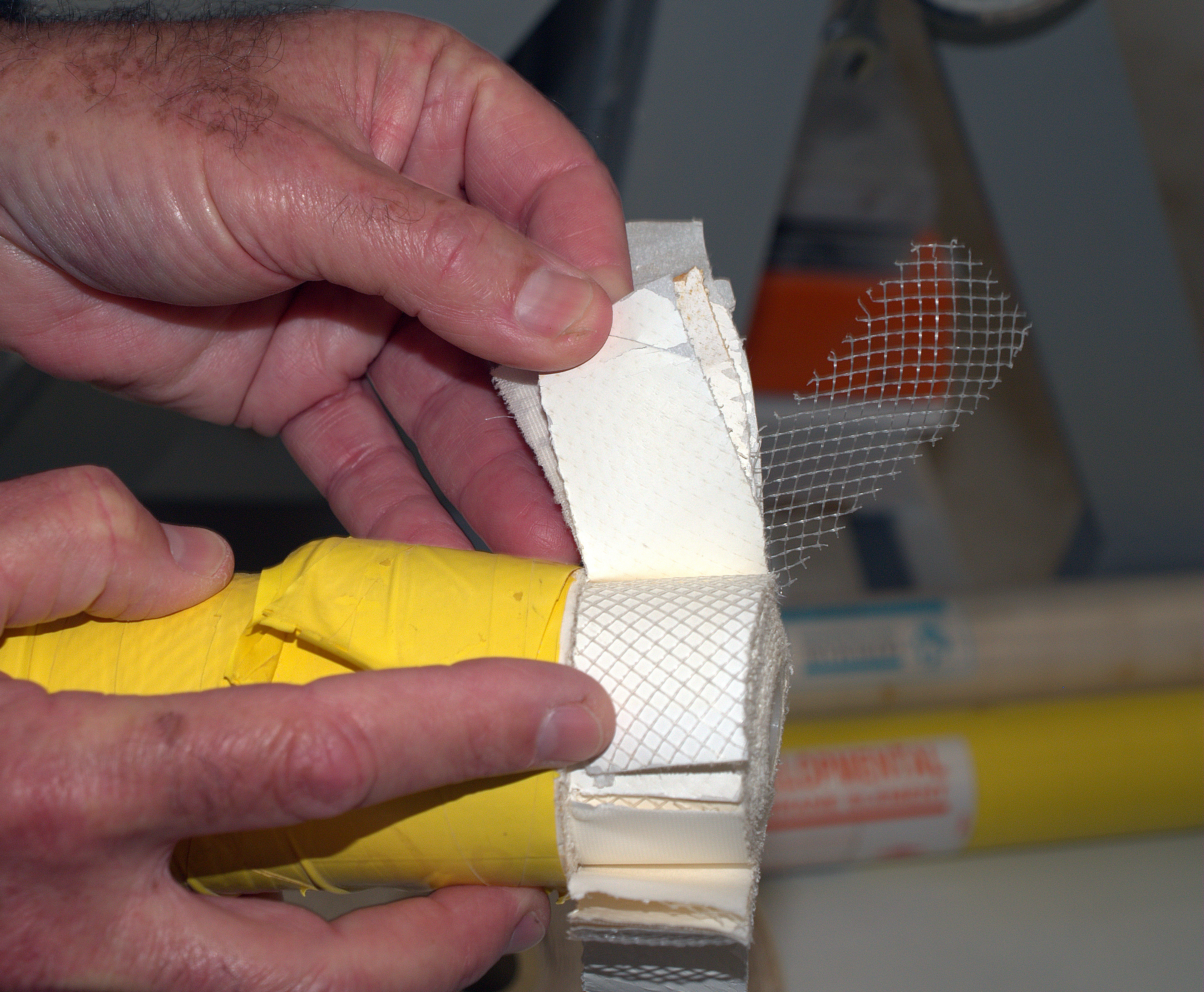
Membrana utilizzata per il processo di osmosi inversa, del tipo "spiral flow".

Le membrane possono essere preparate nella forma di fogli piani, tubi, capillari e fibre cave.
I metodi di preparazione delle membrane artificiali sono:
- per sinterizzazione
- per precipitazione da evaporazione
- per precipitazione termica
- per stiramento da un film polimerico
- per estrazione
- per via elettrochimica (col processo elettrochimico chiamato etching)

Dopo la preparazione, le membrane possono essere assemblate in:
- sistemi a piatto e telaio (plate & frame, con arrangiamento analogo alla filtropressa)
- moduli a spirale (spiral flow membrane module)
- moduli a fibre cave (hollow fiber membrane module): in tubi o fibre da 0,25÷2,5 mm di diametro, assemblate assieme a formare il modulo in configurazione rettilinea o ad U.
- moduli tubulari (tubular membrane module): con tubi di diametro maggiore di 3 mm, in genere assemblati in geometri a fascio tubiero e mantello (shell and tube)[1].

### Materiali impiegati
Le membrane artificiali vengono realizzate con polimeri organici o con materiale inorganico. Ecco alcuni materiali impiegati:
Polimeri organici
- Polisolfone (PS)
- Polietersolfone (PES)
- Acetato di cellulosa (CA)
- Poliammide (PA)
- Polivinildedefluoruro (PVDF)
- Poliacrilonitrile (PAN)

Materiali inorganici
- Allumina gamma
- Allumina alfa
- Vetro borosilicato

## Applicazioni
Le membrane sono impiegate in un ampio spettro di operazioni, come la microfiltrazione, l'ultrafiltrazione, la nanofiltrazione, l'osmosi inversa, la pervaporazione (rimozione di componenti volatili da non-volatili), la concentrazione (rimozione di un solvente da un soluto), la separazione di gas, la dialisi, l'elettrodialisi, e la cromatografia. Le applicazioni dipendono dal tipo di funzionalità incorporata nella membrana, che si possono basare sull'esclusione in base alle dimensioni, l'affinità chimica o l'elettrostatica.
Le applicazioni tipiche nelle quali sono state usate le membrane sono la depurazione delle acque, la rimozione dei microorganismi nei latticini, la desalinizzazione dell'acqua, la deidrogenazione del gas naturale, l'emodialisi o come componente delle pile a combustibile.